# Calothamnus pachystachyus
Calothamnus pachystachyus är en myrtenväxtart som beskrevs av George Bentham. Calothamnus pachystachyus ingår i släktet Calothamnus och familjen myrtenväxter. Inga underarter finns listade i Catalogue of Life.